# Charles Schlee
Charles Wilhelm Daniel Schlee  est un coureur cycliste américain, né le 21 juillet 1873 à Copenhague (Danemark) et mort le 5 janvier 1947 à Cambridge (Massachusetts).

## Palmarès
- Jeux olympiques d'été de 1904 à Saint-Louis
  -  Médaille d'or sur 5 miles.